# Canonici regolari dell'Immacolata Concezione
I canonici regolari dell'Immacolata Concezione (in latino Congregatio Canonicorum Regolarium Immaculatae Conceptionis, sigla: C.R.I.C.) sono una congregazione di sacerdoti e fratelli, che vivono la vita in comune secondo la regola di Sant'Agostino. In particolare, praticano la devozione a Maria, con il titolo di "Immacolata". Si dedicano a tutti gli impegni propri del ministero sacerdotale, in particolare nelle parrocchie.
I canonici regolari dell'Immacolata Concezione sono stati fondati dal sacerdote francese don Adriano Gréa, che volle dar vita ad una congregazione che si occupasse della santificazione del clero per mezzo della vita in comune, la preghiera liturgica e la penitenza apostolica.

## I primi passi
Don Grea, dopo essere stato ordinato sacerdote, fu nominato cappellano della chiesa di Baudin fatta edificare dal signor Edmondo Monnier a fianco alla sua fonderia. Il Gréa formò, con i ragazzi della fonderia, un coro ed un gruppo di ministranti. A Baudin, il Gréa cercò di dare piena dignità alla preghiera liturgica e, ben presto, sostituì i ragazzi dell'officina con degli allievi interni che, seguiti da sacerdoti, frequentavano gli studi secondari. Questi allievi (circa una ventina) indossavano un abito clericale: tonaca bianca con cappuccio nero.

## Il primo riconoscimento
Il Gréa, nel 1862, fu nominato coadiutore del vescovo. Nel 1869 lo accompagnò al Concilio Vaticano I, dove ottenne la benedizione da papa Pio IX per la sua nascente opera.
Nel 1876 il nuovo istituto aveva, con il sostegno di ben trentacinque arcivescovi e vescovi, fatto richiesta per il decreto di lode. Cosa che Pio IX accordò, nonostante l'istituto fosse costituito da soli undici professi, poiché il fondatore non voleva dar vita ad un nuovo ordine. La Sacra Congregazione acconsentì al riconoscimento, qualora le costituzioni si fossero rifatte alle regole degli antichi istituti dei canonici regolari.
Nel 1880 i canonici regolari, pur colpiti dai decreti contro i religiosi, ne furono, di fatto, illesi, grazie all'interessamento del sottoprefetto di Saint-Claude. Dovettero unicamente cambiare il colore del loro abito e ufficialmente assumere il nome di "Chierici della Cattedrale", qualificandosi non più come un ordine religioso, ma come un'associazione dei sacerdoti della cattedrale.

## La diffusione
Ben presto, piccoli nuclei di canonici regolari, formati da almeno tre persone, si allontanarono dalla casa principale per recarsi in altre chiese, dove svolgere attività liturgica e ministero pastorale. Ragazzi del posto li assistevano nel canto dell'ufficio e l'amministrazione dei sacramenti. In queste comunità uno dei canonici fungeva da superiore, ma di fatto continuavano a far riferimento alla casa madre.
Il priorato a essere fondato fu quello di Leschères(1880); ma ebbe un'esistenza breve, per gli ostacoli frapposti dall'autorità civile. Altri ne seguirono nelle diocesi di Fribourg, di Moulins e nel sud della Francia.

## L'approvazione definitiva
Il 12 marzo 1887 fu concessa l'approvazione definitiva con il decreto Vinea Domini Sabaoth. Nello stesso decreto si rimandava l'approvazione degli statuti, per i quali si richiedeva una più attenta stesura.
Nel 1890, alcuni esponenti della curia vescovile, adducendo motivi pastorali ed economici, chiesero ed ottennero dal vescovo di Saint Claude di ridimensionare il servizio liturgico dei canonici regolari.

## Nuova vita
Il Gréa dovette accettare la decisione del vescovo, ma decise di trasferirsi, con tutta la comunità, nell'antica abbazia dell'Ordine degli ospedalieri di Sant'Antonio, nel territorio di Vienne (diocesi di Grenoble).
L'istituto dei canonici regolari, allora all'apice del suo sviluppo, contava più di cento professi. Essi decisero, quindi, di portare la propria esperienza anche in Inghilterra, Perù e soprattutto in Canada. Nel 1903, però, perseguitata in Francia, la comunità dovette abbandonare la propria terra d'origine, e trasferirsi in Italia ed Andorra.

## Approvazione delle costituzioni, ma Grèa esce dalla Congregazione
Nell'ottobre del 1908, poi definitivamente nel dicembre del 1912, vennero approvate le nuove costituzioni. In queste costituzioni il Gréa non riconobbe, però, più la propria opera. Cosa che fece presente, senza risultato, al prefetto della Congregazione dei religiosi. A queste difficoltà si aggiunse l'abbandono di alcuni professi, che chiesero ed ottennero il passaggio al clero diocesano.
Il Gréa rimase ad Andorra con alcuni padri e studenti, che avevano chiesto di entrare in noviziato, fino al 1913 quando arrivò l'ordine di chiudere quella casa. Don Gréa, privato di ogni autorità, chiese ed ottenne, l'autorizzazione di lasciare l'istituto insieme ad un altro padre di suo gradimento, così da essere libero di professare in pieno l'antica regola.
Il Gréa, lasciando che l'istituto si adeguasse alle nuove costituzioni approvate, sperava di poter ottenere, per sé e per quanti l'avessero desiderato, l'autorizzazione a seguire l'ideale al quale si erano inizialmente votati. Nel 1915, però, fu convinto, dal cardinal Sevina, di recarsi a Roma per ottenere una separazione ufficiale tra le due comunità, ma il tentativo fallì. Dopo poco don Grèa, stimato da tutti i canonici regolari dell'Immacolata Concezione, che continuavano a considerarlo loro fondatore, morì.
Il 2 luglio del 1961 la congregazione è stata ammessa alla Confederazione dei canonici regolari di Sant'Agostino.

## Statistiche
Al 31 dicembre 2015, la congregazione contava 17 case e 49 membri, 43 dei quali sacerdoti.